# محمد رفيع خان
محمد رفيع خان (1749-1818) كان أحد الحكام المحليين الذين مثلوا الحكومة المركزية في إيران بعد وفاة والده عام 1803 م حيث كان حاكماً على بستك وجهانكيرية والموانئ والجزر العباسية وبندر لنجة لمدة 12 عاماً حتى استقالته في 1815 م.

## نسبه
محمد رفيع خان بن هادي خان بن محمد خان الكبير بن عبد القادر البستكي بن حسن البستكي بن محمد الصغير بن محمد الكبیر بن ناصر الدین بن محمد بن جابر بن إسماعيل بن عبد الغني بن إسماعيل بن عبد الرحيم بن الشیخ عبد السلام خنجي بن عباس بن إسماعيل بن حمزة بن أحمد بن محمد بن هارون بن مهدي بن مرشد بن محمود بن أحمد بن علي بن مبارك بن عبد السلام بن سعید بن عبد الغني بن طلحة بن أحمد بن إسماعيل بن سلیمان بن الأمير جعفر الأكبر بن الخليفة أبي جعفر المنصور بن الإمام محمد بن الإمام علي الساجد بن حبر الأمة عبد الله بن العباس بن عبدالمطلب الهاشمي القرشي.

## سيرة حياته
ولد محمد رفيع خان سنة 1163 هـ / 1749 م في مدينة بستك، وبعد إنهاء تعليمه الابتدائي في مدرسة محلية، درس علوم الفقه والنحو والحديث واللغة العربية المفهومة والمنقولة في مدرسة دينية على أيدي شيوخ الشريعة.
أصبح محمد رفيع رهينة عند كريم خان (مؤسس حكم السلالة الزندية على معظم أراضي إيران الحالية) بسبب عدم دفع الضرائب المطلوبة آنذاك في أيام حكم جده الشيخ محمد خان البستكي في شيراز في عهد
وقد أصبح محتجزاً لفترة في عهد الشاه القاجاري الثاني فتح علي شاه أيام حكم والده هادي خان لعدم دفع الضرائب المطلوبة أيضاً، وقد واصل دراسته في العلوم العربية والإسلامية والتثقف المعرفي في مكان احتجازه.

## الحكم
في عام 1217 هـ / 1802 م، بعد وفاة والده هادي خان، تولى حكم بستك وجهانكيرية من بعده نيابة عن الشاه القاجاري فتح علي شاه، وذلك بناءً على اقتراح والي فارس، حيث صدر مرسوم حكومي رسمي بشأن تعيينه حاكماً على جهانكيرية وشيبكوه وبندر لنجة.
كان محمد رفيع خان يعامل الناس برحمة ووفق أوامر الشريعة الإسلامية، وبدلاً من مسلك القتال، كان يدفع أكثر وفق أحكام الشريعة، ويقرأ الخطب في مسجده، ويحسن التصرف مع الناس ويسمع لهم، ويجمع الضرائب الديوانية، وقد عاش أهل جهانكيرية لفترة من الوقت في مهد حياة مريحة، وكان شديد الاهتمام بالحلال والحرام، وكان اهتمامه في الغالب بالورع والتقوى ويشجع عليه.

## الثورة عليه
وفي عهد محمد رفيع خان، وبسبب اهتمامه بتطبيق سياسة التسامح بشكل كبير وكذلك لم يكن مهتماً بإنفاذ القانون والسياسة بالقوة، فقد أصبح بعض الناس متمردين عليه وأثاروا أعمال شغب وأعمال عنف وتسببوا في انعدام الأمن في المنطقة منهم تاج الدين الذي كان رئيس قرية كوهج، حيث ثار على محمد رفيع خان واحتل قلعة كوهج التي كانت مقر إقامة المعينين الحكوميين لمحمد رفيع خان، وطرد حراسه ورماته ورفض دفع الضرائب وإجراء التحقيقات الحكومية، وبسبب ذلك قرر محمد رفيع خان الانعزال عن الحكم والاستقالة.
تولى من بعده ابنه أحمد خان الكبير والذي سيكون له دور كبير في إطفاء الثورات والتمردات واستتباب الأمن والأمان في مناطق حكمه.

## وفاته
استقال محمد رفيع خان من الشؤون الحكومية بعد 12 عاماً من الحكم بسبب تمرد الثائرين عليه.
وبعد ثلاث سنوات من التنحي عن الحكم كان كثيراً ما يقضي وقته في الاعتكاف والعبادة ليلاً نهاراً، حتى توفي عن عمر يناهز 69 عاماً عام 1233 هـ / 1818 م ودفن في بستك.